# Intibucá (Intibucá)
Intibucá é uma cidade de Honduras localizada no departamento de Intibucá.